# Wichmann Kruse
Wichmann Kruse (* 11. Januar 1464 in Stralsund; † 1534 in Greifswald) war ein deutscher Rechtswissenschaftler und katholischer Theologe der Reformationszeit.

## Leben
Wichmann Kruse studierte ab 1481 an der Universität Greifswald. 1486 wurde er Magister Artium, 1495 Bakkalaureus und 1499 Lizentiat für kanonisches Recht. Bis 1501 lehrte er an der Artistenfakultät, in der er sieben Mal Dekan war.
Bereits 1491 war er zum Priester geweiht worden. Domherr am Dom St. Nikolai in Greifswald wurde er 1495. Spätestens ab 1498 war er Mitglied der Maria-Magdalenen-Bruderschaft am Dom. 1501 und 1502 erwarb er die Titel des Bakkalaureus und des Lizentiaten der Theologie. Ab 1501 lehrte er an der Theologischen Fakultät. 1507 wurde er Domherr an der Marienkirche in Stettin und in Greifswald Pleban an der Marienkirche. Kruse führte insgesamt neunmal das Rektorat der Universität. 1515 promovierte er zum Doktor der Theologie.
Als Geistlicher stand Kruse in enger Beziehung zu Enwald Schinkel, dem Abt des Klosters Eldena, und zu dessen Prior Michael Knabe, der 1509 an der Universität studierte. Wahrscheinlich trug Kruse als einer der einflussreichsten Professoren wesentlich dazu bei, dass der Abt 1513 das Rektorat der Greifswalder Universität übernehmen konnte. Kruse gehörte zu den Gegnern der Reformation. Aus seinen Aufzeichnungen geht hervor, dass diese 1515 erstmals Eingang in Greifswald fand.

## Schriften
Von Wichmann Kruse sind mehrere Autographen erhalten, bei denen es sich überwiegend um akademische Qualifikationsarbeiten handelt. Neben Psalmenkommentaren existiert noch seine Rede aus dem Jahr 1510 zur Einsetzung Enwald Schinkels als Abt des Eldenaer Klosters.
Nach Kruses Tod 1534 ging seine Bibliothek aus 37 Bänden mit rechtswissenschaftlichen und theologischen Inhalten an das Greifswalder Dominikanerkloster, den Eldenaer Prior Knabe und an den in Anklam ansässigen Geistlichen und Juristen Johann Erp. 1535 gelangten Kruses Bücher an die St.-Petri-Kirche in Wolgast und von dort zum größten Teil an die Universitätsbibliothek Greifswald. Kruse hatte in die Bücher zahlreiche Randnotizen eingefügt, die Aufschluss über das Leseverhalten eines am Katholizismus festhaltenden Akademikers in der Zeit der Reformation geben.